# Patricia Grohmann
Patricia Grohmann est une ancienne joueuse allemande de volley-ball née le 27 janvier 1990 à Berlin. Elle mesure 1,86 m et jouait au poste de réceptionneuse-attaquante. Elle a totalisé 7 sélections en équipe d'Allemagne.

## Clubs
| Club              | De        | À         |
| ----------------- | --------- | --------- |
| VC Olympia Berlin | 2004-2005 | 2008-2009 |
| SC Potsdam        | 2009-2010 | 2011-2012 |
| Köpenicker SC     | 2012-2013 | 2014-2015 |

## Palmarès
- Championnat d'Europe des moins de 18 ans
  - Vainqueur : 2007.